# Quisqueya (orquídea)
Quisqueya é um género botânico pertencente à família das orquídeas (Orchidaceae).